# Gemeinschaft en Gesellschaft
Gemeinschaft en Gesellschaft (gemeenschap en maatschappij of vennootschap) is een begrippenpaar van de socioloog Tönnies. Daarbij is de Gemeinschaft een samenleving met sterke affectieve bindingen en saamhorigheid, terwijl in de modernere Gesellschaft er sterke economische bindingen zijn met onderlinge concurrentie. Tönnies beschreef deze richtingsbegrippen in zijn in 1887 verschenen Gemeinschaft und Gesellschaft.
De achterliggende motivatie of wil verschilt bij beide samenlevingen. Bij een Gemeinschaft is er vooral sprake van een Wesenwille, een vanuit het wezen voortkomende wil om met anderen een relatie aan te gaan als groep. Binnen een Gesellschaft ligt de nadruk op Kürwille, een berekende keuze om samen te werken en zo bepaalde doelen te bereiken.
Voorbeelden van een Gemeinschaft zijn vriendengroepen, hechte families en in bepaalde gevallen kleine dorpen. Als Gesellschaft kunnen verbanden worden aangemerkt als arbeidsrelaties en andere relaties binnen organisaties en in sommige gevallen stadssamenlevingen. Hiermee vertoont het overeenkomst met de begrippen primaire en secundaire groep.
De opkomst van handel en kapitalisme zou verantwoordelijk zijn voor de evolutie van Gemeinschaften naar Gesellschaften. Tönnies zag deze beweging als onomkeerbaar, maar met niet alléén negatieve gevolgen. Dit in tegenstelling tot de toen heersende Großstadtfeindschaft en Agrarromantik, de anti-stedelijke beweging en het terugverlangen naar de plattelandssamenlevingen van de Blut und Boden-ideologie en andere romantische stromingen, wat Tönnies een zinloze onderneming vond.
Weber nam het begrippenpaar over en werkte dit verder uit in een theorie over de overgang van een traditionele naar een moderne samenleving.